# Tidens amerikanska klassiker
Tidens amerikanska klassiker var en bokserie (Libris 1578146) utgiven av Tidens förlag.
| Nr | Författare              | Titel                                                            | Originaltitel                                            | Översättare     | Utgivningsår |
| -- | ----------------------- | ---------------------------------------------------------------- | -------------------------------------------------------- | --------------- | ------------ |
| 1  | Washington Irving       | Ur Diedrich Knickerbockers papper                                | The sketch book of Geoffrey Crayon; Tales of a Traveller | Jane Lundblad   | 1958         |
| 2  | Herman Melville         | Benito Cereno; Bartleby                                          | Benito Cereno; Bartleby the Scrivener                    | Reidar Ekner    | 1958         |
| 3  | George Washington Cable | Kreolska dagar                                                   | Old Creole days                                          | Kjell Ekström   | 1958         |
| 4  | Nathaniel Hawthorne     | Återberättade historier från Amerika och dagboksblad från Europa |                                                          | Jane Lundblad   | 1959         |
| 5  | Henry David Thoreau     | Cape Cod                                                         | Cape Cod                                                 | Gustav Sandgren | 1960         |
| 6  | Gertrude Stein          | Melanctha                                                        |                                                          | Jane Lundblad   | 1961         |
| 7  | Stephen Crane           | Det blå hotellet och andra berättelser                           |                                                          |                 | 1964         |